# Trachyderini
Tribu
Les Trachyderini sont une tribu d'insectes coléoptères de la famille des Cerambycidae et de la sous-famille des Cerambycinae.

## Historique et dénomination
La tribu des Trachyderini a été créée en 1836 par l'entomologiste français Henry Dupont (d) (1798-1873).

### Synonymie
- Trachyderina (Dupont, 1836)
- Megaderitae (Thomson, 1860)
- Purpuricenitae (Thomson, 1860)
- Metopocoilitae (Thomson, 1864)
- Purpuricenini (Fairmaire, 1864)
- Sternacanthitae (Thomson, 1864)
- Dorcacérides (Lacordaire, 1869)
- Poecilopéplides (Lacordaire, 1869)
- Sténaspides (Lacordaire, 1869)
- Stenaspini (Lacordaire)
- Tyloses (LeConte, 1873)

## Liste des genres
Selon BioLib (25 juillet 2022) :
- genre Aegoidus Buquet, 1838
- genre Aethecerinus Fall & Cockerell, 1907
- genre Afghanicenus Heyrovský, 1941
- genre Allocerus Lacordaire, 1830
- genre Allopeplus Zajciw, 1961
- genre Amannus LeConte, 1858
- genre Amarysius Fairmaire, 1888
- genre Amphidesmus Audinet-Serville, 1834
- genre Amphionthe Bates, 1879
- genre Ancylosternus Dupont in Audinet-Serville, 1834
- genre Andrachydes Hüdepohl, 1985
- genre Andraegoidus Aurivillius, 1920
- genre Anoplistes Audinet-Serville, 1833
- genre Arapari Martins, Galileo & Santos-Silva, 2015
- genre Axestoleus Bates, 1892
- genre Batus Thunberg, 1822
- genre Batyle Thomson, 1864
- genre Brototyche Pascoe, 1867
- genre Calchaenesthes Kraatz, 1863
- genre Callistochroma Eya, 2014
- genre Ceragenia Audinet-Serville, 1834
- genre Cervilissa Monné & Monné, 2000
- genre Charinotes Dupont in Audinet-Serville, 1834
- genre Chemsakia Linsley, 1967
- genre Chemsakiella Monné, 2006
- genre Chevrolatella Zajciw, 1969
- genre Chlorotherion Zajciw, 1962
- genre Chydarteres Hüdepohl, 1985
- genre Cosmocerus Guérin-Ménéville, 1844
- genre Crioprosopus Audinet-Serville, 1834
- genre Crossidius LeConte, 1851
- genre Cryptobias Dupont in Audinet-Serville, 1834
- genre Ctenodes Olivier, 1807
- genre Cyphosterna Chevrolat, 1862
- genre Deltaspiopsis Eya, 2019
- genre Deltaspis Audinet-Serville, 1834
- genre Deretrachys Hüdepohl, 1985
- genre Desmoderus Dupont in Audinet-Serville, 1834
- genre Dicelosternus Gahan, 1900
- genre Dicranoderes Dupont, 1836
- genre Dorcacerus Dejean, 1821
- genre Drychateres Hüdepohl, 1985
- genre Elaterosoma Tippmann, 1953
- genre Elytroleptus Dugés, 1879
- genre Entomosterna Chevrolat, 1862
- genre Eriocharis Aurivillius, 1912
- genre Eriphus Audinet-Serville, 1834
- genre Euryclelia Aurivillius, 1912
- genre Euryphagus Thomson, 1864
- genre Falsanoplistes Pic, 1915
- genre Galissus Dupont, 1840
- genre Gambria Chevrolat, 1862
- genre Georgiana Aurivillius, 1912
- genre Giesbertella Chemsak & Hovore, 2010
- genre Giesbertia Chemsak & Linsley, 1984
- genre Gonyacantha Thomson, 1858
- genre Gortonia Hovore, 1987
- genre Hoegea Bates, 1885
- genre Ischnocnemis Thomson, 1864
- genre Lissonomimus Viana & Martinez, 1992
- genre Lissonoschema Martins & Monné, 1978
- genre Lissonotypus Thomson, 1864
- genre Lophalia Casey, 1912
- genre Mannophorus LeConte, 1854
- genre Martinsellus Hüdepohl, 1985
- genre Megaderus Dejean, 1821
- genre Megapurpuricenus Eya, 2014
- genre Metaleptus Bates, 1872
- genre Metopocoilus Audinet-Serville, 1832
- genre Micropelta Zajciw, 1961
- genre Molitones Gounelle, 1913
- genre Monneellus Hüdepohl, 1985
- genre Muscidora Thomson, 1864
- genre Neochrysoprasis Franz, 1969
- genre Neocrossidius Chemsak, 1959
- genre Neogalissus Monné & Martins, 1981
- genre Neotaphos Fisher, 1936
- genre Neotaranomis Chemsak & Linsley, 1982
- genre Noguerana Chemsak & Linsley, 1988
- genre Nothoprodontia Monné & Monné, 2004
- genre Oxymerus Dupont in Audinet-Serville, 1834
- genre Ozodera Dupont, 1840
- genre Palaeotrachyderes Tippmann, 1960
- genre Parabatyle Casey, 1912
- genre Parabunothorax Pu, 1991
- genre Paraethecerus Bruch, 1926
- genre Paragortonia Chemsak & Noguera, 2001
- genre Parathetesis Linsley, 1961
- genre Parevander Aurivillius, 1912
- genre Paristemia Westwood, 1841
- genre Paroxoplus Chemsak, 1959
- genre Parozodera Bruch, 1940
- genre Pavieia Brongniart, 1891
- genre Perarthrus LeConte, 1851
- genre Peyeremoceras Sama, 2009
- genre Phaedinus Dupont in Audinet-Serville, 1834
- genre Phimosia Bates, 1870
- genre Phoenicus Lacordaire, 1869
- genre Phoenidnus Pascoe, 1866
- genre Pilostenaspis Eya, 2014
- genre Placoschema Chemsak & Hovore, 2010
- genre Pleuromenus Bates, 1872
- genre Plionoma Casey, 1912
- genre Poecilopeplus Dejean, 1835
- genre Polyschisis Audinet-Serville, 1833
- genre Prodontia Audinet-Serville, 1834
- genre Pseudodeltaspis Linsley, 1935
- genre Pseudoeriphus Zajciw, 1961
- genre Pseudophimosia Delfino, 1990
- genre Pseudostenaspis Melzer, 1932
- genre Pteracantha Newmann, 1838
- genre Pteroplatidius Linsley, 1961
- genre Purpuricenus Dejean, 1821
- genre Quentinius Vives, 2013
- genre Rachidion Audinet-Serville, 1834
- genre Retrachydes Hüdepohl, 1985
- genre Rhodoleptus Linsley, 1962
- genre Schizax LeConte, 1873
- genre Scythroleus Bates, 1885
- genre Seabraellus Hüdepohl, 1985
- genre Seabraia Zajciw, 1958
- genre Seabriella Zajciw, 1960
- genre Sphaenothecus Dupont, 1838
- genre Steinheilia Lane, 1973
- genre Stenaspis Audinet-Serville, 1834
- genre Stenobatyle Casey, 1912
- genre Sternacanthus Audinet-Serville, 1832
- genre Stiphilus Buquet, 1840
- genre Streptolabis Bates, 1867
- genre Tamenes Gounelle, 1912
- genre Trachelissa Aurivillius, 1912
- genre Trachyderes Dalman in Schönherr, 1817
- genre Trachyderomorpha Tippmann, 1960
- genre Tragidion Audinet-Serville, 1834
- genre Triacetelus Bates, 1892
- genre Tuberorachidion Tippmann, 1953
- genre Tylosis LeConte, 1850
- genre Unachlorus Martins & Galileo, 2008
- genre Vianuragus Monné, 2006
- genre Viracocha Le Tirant & Santos-Silva, 2015
- genre Weyrauchia Tippmann, 1953
- genre Xylocaris Dupont in Audinet-Serville, 1834
- genre Zalophia Casey, 1912
- genre Zenochloris Bates, 1885
- genre Zonotylus Gahan in Grimshaw, 1898